# Pentaceratops
Pentaceratops („Pětirohá tvář“), byl rohatým dinosaurem (ceratopsidem), který žil před asi 75,8 až 73 miliony let v období svrchní křídy na území Severní Ameriky. Jeho jméno je odvozeno od faktu, že kromě tří běžných rohů (dva nadočnicové a jeden na čenichu) měl ještě dva menší rohy, které čněly dolů pod očima. Pentaceratops byl příbuzným jiných rohatých dinosaurů, jako byl populární Triceratops. Byl formálně popsán roku 1923 ze sedimentů souvrství Fruitland na území dnešního Nového Mexika (USA) jako druh Pentaceratops sternbergii.

## Rozměry

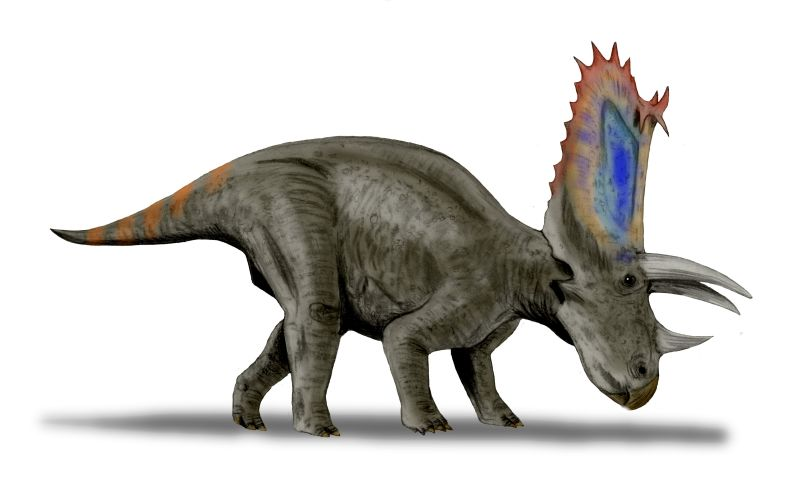
Pentaceratops sternbergii - rekonstrukce přibližného vzezření.

Zajímavostí je, že díky velmi dlouhému „límci“ měl tento rod jednu z nejdelších lebek ze všech dinosaurů (a tím i suchozemských živočichů). Rekordní exemplář lebky měřil dle původních informací kolem 3,1 metru. Tím by překonal předchozího rekordmana, ceratopsida rodu Torosaurus, jehož nejdelší lebka měřila asi 2,77 metru. Ve skutečnosti je nejdelší dosud objevená a popsaná lebka tohoto druhu dlouhá "jen" asi 2,3 metru. Druhý nejdelší známý exemplář lebky pak měří 2,16 metru.
Pentaceratops byl velký ceratopsid, podle některých odhadů měřil an délku až kolem 8 metrů a vážil kolem 5,5 tuny (možná ale i 11 tun); byl tedy jedním z největších známých ceratopsidů). Podle jiných odhadů dosahoval délky kolem 6,4 metru a hmotnosti zhruba 4700 kg.

## Systematické zařazení
Není zcela jisté, do jaké skupiny ceratopsidů tento rod patřil. Podle jedné domněnky by mohl být blízkým příbuzným rodu Utahceratops, jiné výzkumy ale naznačují, že šlo o zástupce kladu Triceratopsini a byl tak blízkým příbuzným rodů Triceratops, Torosaurus, Eotriceratops a Titanoceratops (s nímž může být dokonce synonymní).
Přímými vývojovými potomky pentaceratopse mohly být druhy Navajoceratops sullivani a Terminocavus sealeyi.

### Česká literatura
- SOCHA, Vladimír (2021). Dinosauři – rekordy a zajímavosti. Nakladatelství Kazda, str. 60.